# Acrobunus thorelli
Acrobunus thorelli – gatunek kosarza z podrzędu Laniatores i rodziny Epedanidae.

## Występowanie
Gatunek endemiczny dla Borneo.